# Tuckahoe (Wirginia)
Tuckahoe – jednostka osadnicza w Stanach Zjednoczonych, w stanie Wirginia, w hrabstwie Henrico.